# Westmount (Quebec)

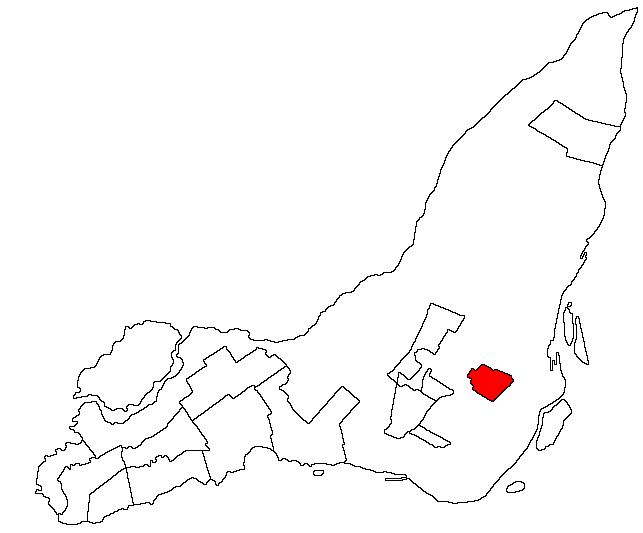
Westmount na mapie wyspy Île de Montréal

Westmount – miasto w Kanadzie, w prowincji Quebec, w regionie Montreal. Leży w obszarze metropolitarnym Montrealu, jest ponadto enklawą na obszarze tego miasta.

## Historia
Westmount jako miasto powstał w 1874 roku i zachował ten status aż do 1 stycznia 2002, kiedy to został zmuszony do włączenia się do Montrealu, stając się jego dzielnicą. Decyzja ta była jednak bardzo niepopularna wśród mieszkańców (głównie ze względów etnicznych – w Westmount dominują anglofoni, potomkowie osiedlających się tutaj bogatych Brytyjczyków), toteż już 20 czerwca 2004 roku przegłosowano odłączenie się od metropolii, do którego ostatecznie doszło 1 stycznia 2006 roku.

## Demografia
Liczba mieszkańców Westmount wynosi 20 494. Język angielski jest językiem ojczystym dla 54,1%, francuski dla 21,3% mieszkańców (2006).

## Osoby związane z Westmount
- Jean Charest – były premier Quebecu
- Leonard Cohen – piosenkarz
- Eugenie Bouchard – kanadyjska tenisistka